# 北海道舞蛛
北海道舞蛛（学名：Alopecosa hokkaidensis）为狼蛛科舞蛛属的动物。分布于日本以及中国大陆的浙江、黑龙江、内蒙古等地。该物种的模式产地在日本。